# Junta governativa maranhense de 1891
A Junta governativa maranhense de 1891 foi formado por:
- Benedito Pereira Leite
- Francisco da Cunha Machado
- Raimundo Joaquim Ewerton Maia.

A junta governativa assumiu o governo do estado em 18 de dezembro de 1891, permanecendo no cargo até 8 de janeiro de 1892.